# 레몽 푸앵카레
레몽 푸앵카레(Raymond Poincaré)는 프랑스의 변호사 출신 정치인으로, 1860년 8월 20일 바를르뒤크(뫼즈)에서 태어나 1934년 10월 15일 파리에서 사망했다. 푸앵카레는 1913년 2월 18일부터 1920년 2월 18일까지 프랑스 공화국 대통령이었다.
수 차례 장관직과 국무회의 의장을 역임했으며, 이후 1913년부터 1920년까지 프랑스 대통령이었던 레몽 푸앵카레는 제3공화국의 가장 중요한 정계 거물 가운데 하나였다. 또한 푸앵카레는 대통령 임기 동안 제1차 세계 대전을 이끈 지도자로서, 전쟁중이던 1917년에 조르주 클레망소를 국무회의 의장직에 임명했다. 대통령 임기 이후 푸앵카레는 1922년부터 1924년까지, 그리고 1926년부터 1929년까지 다시끔 국무회의 의장직을 맡았다.

## 유년기, 학업, 개인사, 가정사
레몽 푸앵카레, 출생명 레몽 니콜라 랑드리 푸앵카레(Raymond Nicolas Landry Poincaré)는 바를르뒤크의 유복한 가정에서 1860년 8월 20일에 태어났다. 아버지는 에콜 폴리테크니크 출신(1845년) 공학자로 토목 총감, 니콜라 앙토니 푸앵카레(1825-1911)였다. 부계쪽 가계를 거슬러 올라가면 17세기 뇌샤토 (보주) 근처 랑다빌 출신의 장 푸앵카레가 있다. 플로랑탱 피카티에 장군의 친척이던 어머니 나닌 마리 피카티에(1838-1913)은 독실한 신앙자였다. 레몽 푸앵카레는 바를르뒤크에 있는 독퇴르 뇌브 로에 위치한 외가쪽의 부르주아 저택에서 유년기를 보냈다. 외조부모는 뇌이쉬르센에서 목재 거래로 재산을 모았다.
한편 모계쪽으로 레몽 푸앵카레는 루이 필리프 치세의 하원의원이던 장 랑드리 질롱의 증손자였다.
레몽 푸앵카레는 또한 낭시 대학교 의대 학장이던 에밀 푸앵카레의 조카이자, 훗날 물리학자이자 파리 학술원 부원장이 되는 뤼시앵 푸앵카레의 형이며, 석학이자 수학자인 앙리 푸앵카레의 친사촌이기도 하다. 앙리 푸앵카레는 언론인 니콜라 푸앵카레의 증조부가 된다.
부모의 저택은 프로이센 점령 시기 징발되었다. 이 사건에 뒤이어 1871년 푸앵카레는 자기 개의 이름을 독일 제국 수상의 이름에서 따와 비스마르크라고 불렀다. 낭시에서 교육을 받은 뒤, 파리의 리세 루이르그랑에서 학업을 마치고 이후 파리 대학교 법대에 들어간다. 법학사와 문학사를 취득하고, 푸앵카레는 수습 변호사가 되고, 이후 변호사협의회 서기가 되었다.

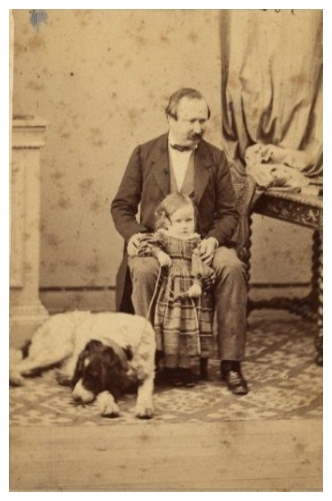
아버지 니콜라와 개와 함께 있는 어린 푸앵카레.
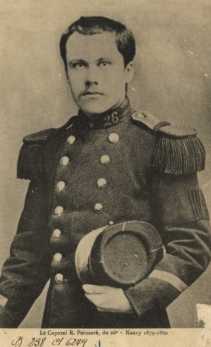
군복무 중 푸앵카레 상병.

## 정치인 시절

### 정계 입문

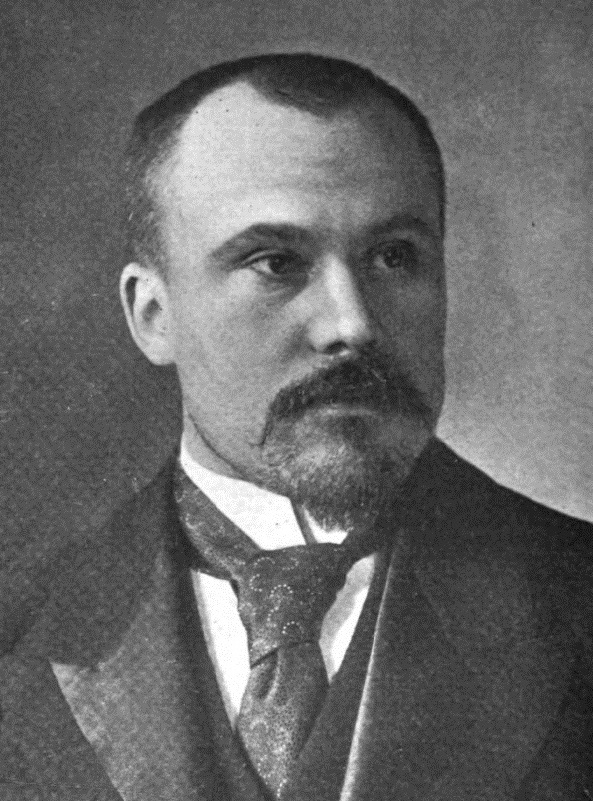
1900년 전 레몽 푸앵카레.

푸앵카레는 유명한 변호사이던 앙리 뒤 뷔 씨의 비서가 되었다. 이후 1883년에 푸앵카레는 변호사협의회 개막식에서 2년 전 작고한 전 변호사회 회장이자 전 국무회의 의장 쥘 뒤포르를 기리는 연설을 했다.
"저명인사의 죽음을 기리는 추도사를 통해 그를 본받는 열망을 일깨우고자 할 때, 뒤포르의 삶에 관한 솔직한 이야기는 제 생각에, 우리 세대에게 일과 자유와 존엄의 귀중한 모범을 보여줍니다."
— 1883년 파리 지부 변호사협의회 개막식에서의 뒤포르 추도사
푸앵카레는 쥘 드벨을 통해 정계에 입문한다. 1886년 쥘 드벨이 농업장관을 맡고 있을 때 18개월 동안 그의 비서실장을 맡다가, 이후 뫼즈 데파르트망 의회에서 피에레피트 캉통 지역구 의원으로 선출된다. 푸앵카레는 1887년 뫼즈 하원의원으로 첫 임기를 시작할 때부터 온건하고 타협적인 공화주의자로서 명성을 얻는다. 공학자의 아들이던 푸앵카레는 비록 정계에 망설이며 들어갔으나, 얼마 안되어 거기서 인정을 받게 된다.
1895년, 푸앵카레는 변호사 사무실을 여는데 명성 높은 의뢰인이 드나들며 이내 큰 성공을 거뒀다. 푸앵카레는 파리언론조합의 변호사로서 언론 문제를, 작가 쥘 베른의 변호사로서 문학 문제를, 당대 가장 거대했던 제조업, 금융업 기업들을 의뢰인으로 두며 회사 문제를 담당했다.

### 국회의원

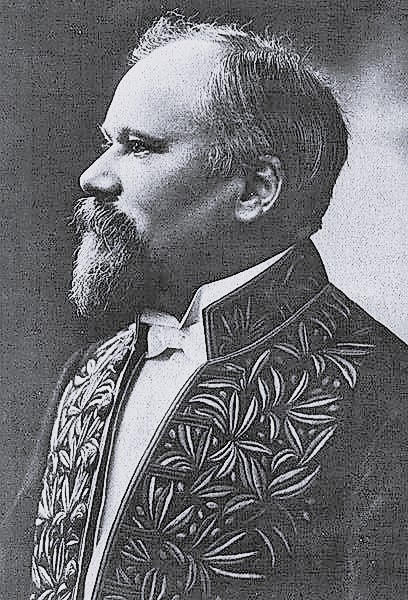
녹의를 입은 레몽 푸앵카레.

푸앵카레는 1887년 정치에 입문하여, 뫼즈 지역구 하원의원으로 선출된다. 그는 최연소 국회의원이었다. 1892년, 푸앵카레는 파나마 스캔들 당시 재정의원회 보고자였으며, 다음 해 재선된다.

## 역대 선거 결과
| 선거명      | 직책명 | 대수 | 정당             | 1차 득표율 | 1차 득표수 | 2차 득표율 | 2차 득표수 | 결과 | 당락 |
| ----------- | ------ | ---- | ---------------- | ---------- | ---------- | ---------- | ---------- | ---- | ---- |
| 1913년 선거 | 대통령 | 10대 | 민주 공화국 동맹 | 49.48%     | 429표      | 56.23%     | 483표      | 1위  |      |
| 1920년 선거 | 대통령 | 11대 | 민주 공화국 동맹 | 0.92%      | 8표        |            |            | 4위  | 낙선 |